# 椎名基樹
椎名 基樹（しいな もとき、1968年4月11日 - ）は、日本の放送作家、フリーライター。静岡県出身。静岡県立静岡西高等学校卒業。

## プロフィール
いかりや長介似のボイラー技師の父が経営する『椎名ボイラー』の4人家族の息子として生まれる。
高校生時代に結成したコミックパンクバンド『正露丸X』のボーカルを担当し、その奇天烈なライヴパフォーマンスを気に入った石野卓球（小学生時代からの知り合い）により『人生』（電気グルーヴの前身）にスカウトされる。当時の芸名は「ポートピア83才」。
その後、椎名はメンバーを脱退したものの、石野らとの交流は続いた。
石野が人生を解散しピエール瀧らと共に電気グルーヴを結成。メジャーデビュー直後に始めた『電気グルーヴのオールナイトニッポン』（ニッポン放送・1991年 - 1994年）に構成作家として参加。正式に放送作家デビュー。
以降、SPA!の読者投稿コーナー『バカはサイレンで泣く』（1993年～）やテレビアニメ『OH!スーパーミルクチャン』（2000年）の構成などを担当。電気グルーヴ周辺の企画を振り出しにテレビ・ラジオ番組などの放送作家として活躍している。

## エピソード
- 放送作家デビュー番組である電気のANNでは、学生時代に陸上部で短距離（400m）の選手であったほどの足腰を生かした、『椎名基樹の深夜の使いっ走り』という椎名を都内某所から有楽町のニッポン放送まで走らせてリスナーから指定された品物をもらってくるコーナーや、「椎名はカッペ」という椎名の学生時代の田舎者っぷりをネタにしたある週のフリートークから生まれた『カッペにしやがれ』というコーナーが生まれるなど、当時のリスナーには知らぬものが居ないほどの有名人であった。また、番組内では砂原良徳（当時電気グルーヴのメンバー）と椎名は同一人物だというデマを触れ込み、一部の純粋なリスナーの混乱を招いた。

- 高校生時代、女性の教育実習生の部屋にスイカを持参して訪問。そのまま童貞を喪失したという逸話の持ち主である。

- 高校生時代、ピエール瀧が所属していた静岡東高校野球部と母校の静岡西高校野球部が対外試合を行った際に応援に行った椎名は、その前日に石野卓球と瀧の前で「自分には愛校心が無いから、西高のスタンドで東高の応援をする」と宣言していた。しかし当日、テレビ中継で西高側の逆転ホームランで盛り上がるスタンドの中、万歳三唱で喜ぶ椎名の姿を映され、たまたま自宅でそれを見ていた卓球と、それを知った瀧に呼び出され、そのシーンの録画ビデオを見せられて「どういうことだ」と責められた経験がある。

## 脚本

### 映画
- 明日やること ゴミ出し 愛想笑い 恋愛。

### アニメ
- OH!スーパーミルクチャン(WOWOW）
- Little Village People（MTVジャパン）
- Message from outerspace（いつの間にテレビ）
- おはようハクション大魔王（2014年3月31日 - 2015年3月27日、日本テレビ）

## 担当番組、企画
- 電気グルーヴのオールナイトニッポン(ニッポン放送)
- 篠原美也子のオールナイトニッポン(ニッポン放送)
- よいこっち（フジテレビ）
- ココリコミラクルタイプ(フジテレビ)
- モグラネグラ（テレビ東京）
- 西川貴教のオールナイトニッポン(ニッポン放送）
- バカはサイレンで泣く(週刊SPA!内、扶桑社）
- 天下統一CG将軍（BSジャパン）
- デリバリー・スマップ デリ!スマ（フジテレビ）
- 5MEN旅（日本テレビ ）
- ピエール瀧のしょんないTV（静岡朝日テレビ）
- おとうさんといっしょ（NHK）

## 書籍
- モテたくて・・・（1995年、光栄） - 天久聖一との共著
- バカはサイレンで泣く（1995年、扶桑社） - 天久聖一、山田ゴメスとの共著
- ぼろぼろのダチョウ（1996年、扶桑社）
- バカはサイレンで泣く2（1997年、扶桑社） - 天久聖一、山田ゴメス、せきしろとの共著
- バカはサイレンで泣く3（1997年、扶桑社） - 天久聖一、山田ゴメス、せきしろとの共著
- バカはサイレンで泣く（1998年、扶桑社文庫） - 天久聖一、せきしろとの共著
- バカサイ（2002年、太田出版） - 天久聖一、せきしろとの共著
- バカサイ2（2003年、太田出版） - 天久聖一、せきしろとの共著
- バカはサイレンで泣く '09（2009年、扶桑社） - 天久聖一、せきしろとの共著
- バカはサイレンで泣く '13（2013年、扶桑社） - 天久聖一、せきしろとの共著
- 浅草キッドの玉ちゃんと語る 俺たちのプロレス変態座談会（2011年、エンターブレインムック） - 玉袋筋太郎、堀江ガンツとの共著
- U.W.F.変態新書（2011年、エンターブレイン 角川ＧＨＤエンターブ） - 著者／編集『Ｋａｍｉｐｒｏ』編集部

## ゲーム
- バイトヘル2000 （2005年 - 、ソニー・コンピュータエンタテインメント）